# Skřipová

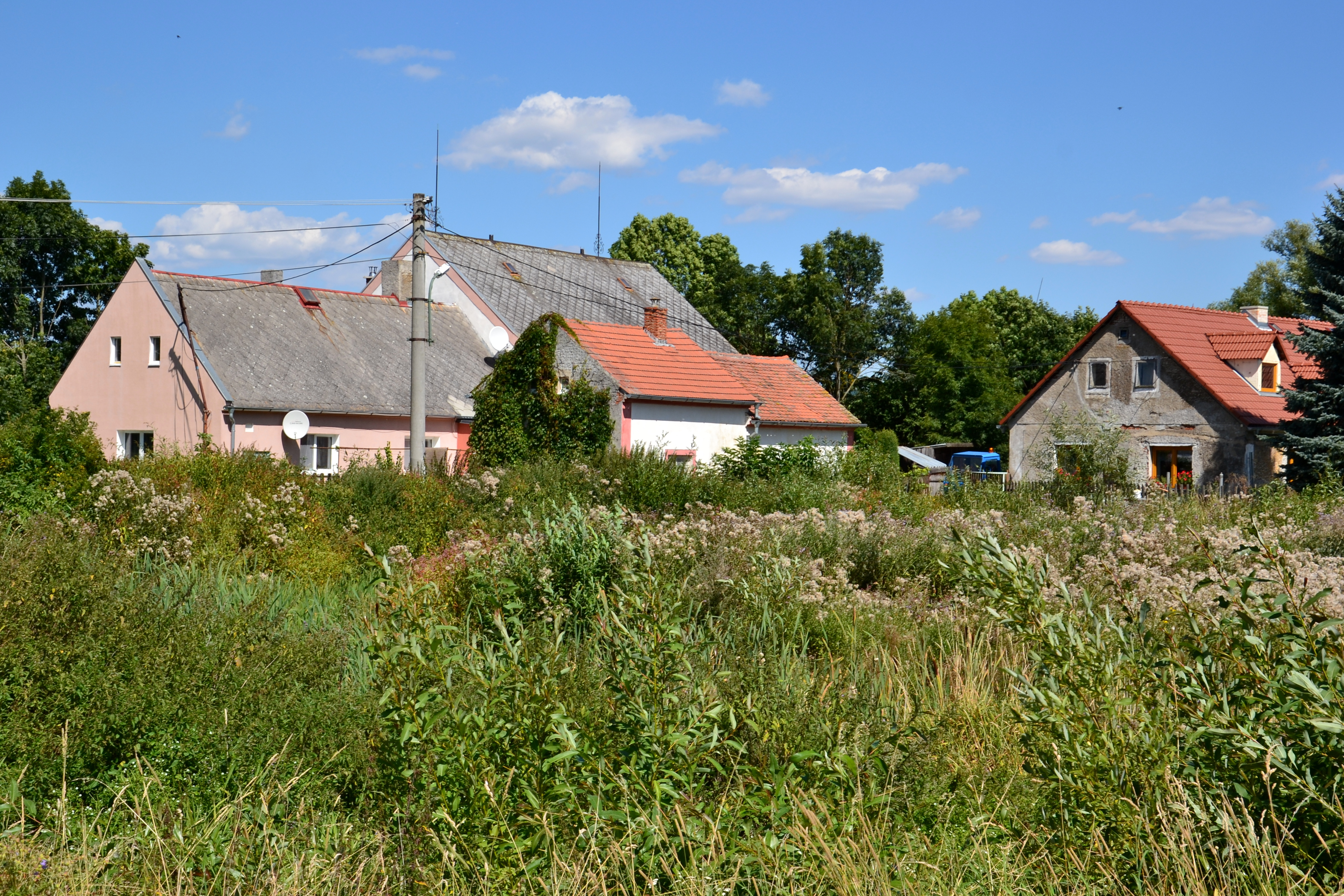
Dorfplatz

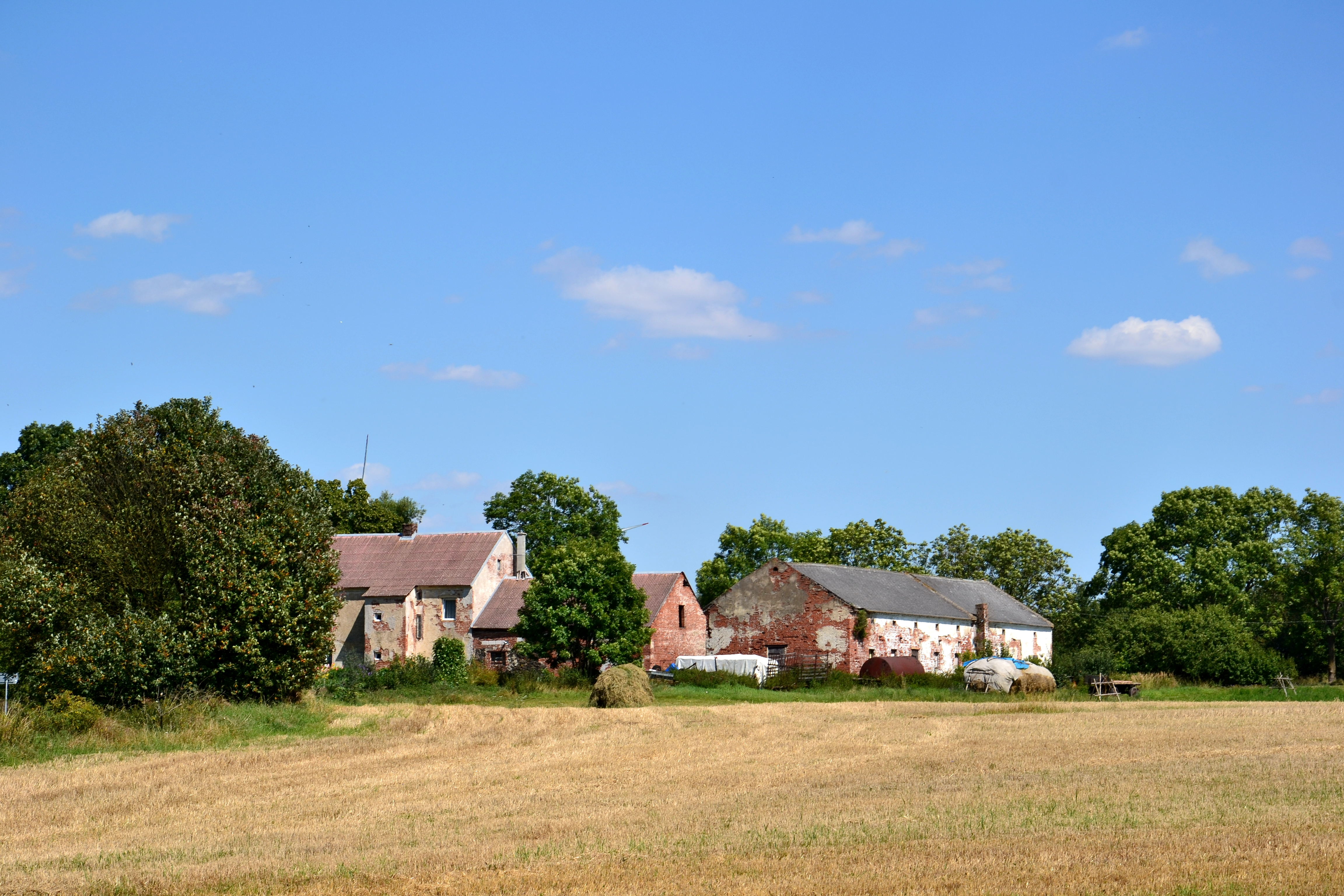
Blick von Südwesten auf Skřipová

Skřipová (deutsch Krippau) ist ein Ortsteil der Gemeinde Vrbice (Großfürwitz) in Tschechien. Das Dorf liegt sechs Kilometer nordöstlich von Žlutice (Luditz) und gehört zum Okres Karlovy Vary.

## Geographie
Das Platzdorf Skřipová befindet sich linksseitig des Luční potok (Wiesenbach) in der Žluticka vrchovina (Luditzer Bergland). 400 m südlich verläuft die Staatsstraße I/6 zwischen Lubenec (Lubens) und Bochov. Im Norden erhebt sich der Hlavákovský vrch (Köppelberg; 683 m n.m.), östlich der Bošovský kopec (577 m n.m.), im Südosten der U Bošova (587 m n.m.), westlich der Verušický vrch (Werscheditzer Berg; 692 m n.m.) und der Záhořský vrch (Serlesberg; 710 m n.m.) sowie nordwestlich die Albeřická hůrka (Tannenhübl; 632 m n.m.) und der Pastvisko (Gerglesberg; 682 m n.m.).
Nachbarorte sind Velký Hlavákov (Groß Lubigau) im Norden, Sklárna, Bělá (Biela), Valeč (Waltsch), Jeřeň (Girschen), Vrbice (Großfürwitz) und Kostrčany (Kosterschan) im Nordosten, Nahořečice (Nahoretitz), Královské Údolí (Königsthal) und Bošov (Poschau) im Osten, Nová Teplice (Neu Teplitz) und Mokrá (Mokrau) im Südosten, Štoutov (Stadthöfen) im Süden, Čichalov (Sichlau), Veselov (Paßnau) und Knínice (Knönitz) im Südwesten, Verušičky (Klein Werscheditz) im Westen sowie Týniště (Thönischen) und Albeřice (Alberitz) im Nordwesten.

## Geschichte
Die erste urkundliche Erwähnung von Skřipová erfolgte 1395 im Zuge eines Erbstreites. Seit 1532 war das Dorf Teil der Herrschaft Luditz. Nachdem Georg Adam Kokorowetz von Kokořowa im Jahre 1630 das Gut Thönischen erworben hatte, schlug er das Dorf Krippau diesem Gut zu. Ferdinand Hroznata Kokorowetz ernannte mit Wirkung vom 22. Juli 1698 die Herrschaft Luditz samt dem Gut Thönischen zu Gunsten seines ältesten Sohnes Peter Franz zu einem Majorat.
Die Grafen Kokorowetz von Kokořowa hielten das Gut Thönischen bis 1783 und verkauften es an Franz Anton von Nostitz-Rieneck, der acht Jahre zuvor bereits die Güter Luck, Budau und Werschetitz erworben hatte und Thönischen mit den drei anderen Gütern zu einer Herrschaft Luck verband. Friedrich von Nostitz-Rieneck veräußerte die Herrschaft Luck mit den angeschlossenen Gütern am 7. Februar 1799 an Kaspar Friedrich d'Overschie. Dessen Nachkommen veräußerten die Herrschaft 1806 an Karl von Thysebaert. Nachfolgende Grundherren waren ab 1828 August von Thysebaert und ab 1830 Johann Anton Hladik. Im Jahre 1838 verkaufte Hladik die Herrschaft Luck mit den Gütern Werschetitz, Budau und Tönischen seiner Tochter Antonia, die mit Wilhelm von Neuberg verheiratet war.
Im Jahre 1845 bestand das im Elbogener Kreis gelegene Dorf Krippau aus 14 Häusern mit 62 deutschsprachigen Einwohnern. Östlich des Dorfes lag der Große Krippauer Teich, nördlich der Kleine Krippauer Teich. Gepfarrt war das Dorf zur Kirche St. Peter und Paul in Luditz bzw. deren Filialkirche der hl. Dreifaltigkeit, genannt Wakow, bei Werschetitz. Bis zur Mitte des 19. Jahrhunderts blieb Krippau dem Gut Thönischen untertänig.
Nach der Aufhebung der Patrimonialherrschaften bildete Krippau / Skřipová ab 1850 eine Gemeinde im Gerichtsbezirk Buchau. Ab 1868 gehörte Krippau zum Bezirk Luditz. Im Jahre 1869 bestand das Dorf aus 15 Häusern und hatte 70 Einwohner. Im Jahre 1900 hatte Krippau 69 Einwohner, 1910 waren es 81.
Nach dem Ersten Weltkrieg zerfiel der Vielvölkerstaat Österreich-Ungarn, die Gemeinde wurde 1918 Teil der neu gebildeten Tschechoslowakischen Republik. Beim Zensus von 1921 lebten in den 15 Häusern der Gemeinde 73 Personen, davon 72 Deutsche und ein Tscheche. 1930 lebten in den 15 Häusern von Krippau 99 Personen. Nach dem Münchner Abkommen wurde Krippau im Oktober 1938 dem Deutschen Reich zugeschlagen und gehörte bis 1945 zum Landkreis Luditz. 1939 hatte die Gemeinde 59 Einwohner. Nach dem Ende des Zweiten Weltkrieges kam Skřipová zur wiedererrichteten Tschechoslowakei zurück. Nach der Aussiedlung der deutschen Bewohner wurde Skřipová mit Tschechen wiederbesiedelt. Im Zuge der Gebietsreform von 1948 wurde der Okres Žlutice aufgelöst und die Gemeinde Skřipová zum 1. Februar 1949 dem Okres Toužim zugeordnet. Im Jahre 1950 wurde das Dorf nach Verušičky eingemeindet; zu dieser Zeit lebten in den sieben Häusern von Skřipová 20 Personen. Bei der Gebietsreform von 1960 wurde Skřipová in den Okres Karlovy Vary eingegliedert. Im selben Jahre erfolgte die Umgemeindung nach Vrbice. Der Malý rybník (Kleiner Krippauer Teich) wurde in der zweiten Hälfte des 20. Jahrhunderts trockengelegt und in Ackerland umgewandelt; der Velký Skřipovský rybník (Großer Krippauer Teich) bestand zu dieser Zeit schon längst nicht mehr. Acht der ursprünglich 15 Häuser wurden abgerissen, von zwei weiteren standen nur noch Ruinen. Beim Zensus von 1970 lebten in dem Dorf 35 Personen. Zum 1. Januar 1975 wurde Skřipová zusammen mit Vrbice nach Valeč eingemeindet. Am 24. November 1990 lösten sich Vrbice, Bošov und Skřipová wieder von Valeč und bildeten die Gemeinde Vrbice. 1991 bestand Skřipová aus 3 Wohnhäusern und hatte nur noch 6 Einwohner. Eine der Hausruinen wurde nach der Samtenen Revolution wiederaufgebaut und dient heute als Ferienhaus. 2011 lebten in den sieben Häusern von Skřipová acht Menschen.

## Ortsgliederung
Der Ortsteil Skřipová bildet einen Katastralbezirk.

## Sehenswürdigkeiten
- Statue des hl. Johannes von Nepomuk, an der Ausfallstraße südöstlich des Dorfes. Die Sandsteinfigur wurde 1858 von den Eheleuten Peter und Johanna Leisz, Besitzer des Gehöfts Nr. 13, am südwestlichen Rand des Großen Krippauer Teiches, an der östlichen Zufahrt von Krippau zur Karlsbader Kaiserstraße aufgestellt. An der Vorderseite des Sockels ist eine Zierkartusche mit der inzwischen stark verwitterten Widmungsinschrift angebracht, rückseitig findet sich die Signatur Eduard Leitmeritz. Umgeben ist die Statue von vier Steinsäulen der ehemaligen Einfriedung sowie vier hohen Bäumen. In der zweiten Hälfte des 20. Jahrhunderts wurde die Figur durch sowjetische Soldaten beschädigt, die die Augen als Zielscheibe benutzten.[5]
- Klieber-Kreuz (Klieberův kříž), das gusseiserne Kreuz wurde 1873 vom Besitzer des Gehöftes Nr. 1, Theodor Klieber, südwestlich des Dorfes an der Karlsbader Kaiserstraße aufgestellt.[6]
- Naturdenkmal Týniště am gleichnamigen Teich nordwestlich des Dorfes

## Ehemalige Denkmale
- Kapelle Unserer Lieben Frau der Schmerzen, errichtet zu Beginn des 19. Jahrhunderts auf einem erhöhten Punkt des Dorfplatzes. Im Innern befand sich ein kleiner Altar mit einer hölzernen Pietà vom Ende des 19. Jahrhunderts. In einer Giebelnische stand eine 1877 geschaffene kleine Sandsteinstatue des hl. Johannes von Nepomuk. Die Kapelle wurde wahrscheinlich in den 1970er Jahren abgerissen.[7]
- Schnacken-Kreuz (Schnackenský kříž), das gusseiserne Kreuz wurde vor 1841 südöstlich des Dorfes in der Feldern des Gehöfts Nr. 2 oberhalb der Karlsbader Kaiserstraße aufgestellt. Benannt war es nach der Flur Schnacken (Šnaky). Wahrscheinlich wurde das Kreuz nach der Kollektivierung der Bauern im Zuge der Feldzusammenlegung entfernt oder untergepflügt.[8]
- Zollrad-Kreuz (Zollradský kříž), das gusseiserne Kreuz wurde vor 1841 nördlich des Dorfes an einer Wegegabelung am Weg nach Valeč aufgestellt. Benannt war es nach seinem Aufstellungsort, der zum Gehöft Nr. 3 gehörigen Flur Zollrad. Es verschwand in der zweiten Hälfte des 20. Jahrhunderts.[9]